# Georg Karl Berendt
Pour les articles homonymes, voir Berendt.
Georg Carl Berendt
Georg Karl Berendt ou Georg Carl Berendt (né le 13 juin 1790 à Dantzig, † 4 janvier 1850  à Dantzig) était un médecin et naturaliste prussien. En particulier, Berendt s'est fait connaître pour ses travaux de recherche sur l'ambre et ses inclusions.

## Vie
Berendt était le deuxième des trois fils du docteur Dr. Nathanael Berendt et sa femme Johanna Concordia née Schmidt. Après ses études secondaires, il étudie à Königsberg, Göttingen et Berlin. Il a obtenu son doctorat à Göttingen dans le domaine de l'ophtalmologie. En 1814, il entra dans le cabinet médical de son père à Dantzig. Berendt épousa Marianne Reinick en 1817, avec qui il eut six enfants. En 1844, il reçut le titre de "Royal Medical Councilor". Le 15 octobre 1845 (numéro d'enregistrement 1555), il est élu membre de l'Académie Léopoldine sous le surnom de Breynius. Après avoir survécu à plusieurs maladies graves, il mourut d'une embolie pulmonaire dans sa ville natale de Dantzig en 1850. Georg Carl Berendt a acquis une grande réputation en tant qu'ophtalmologiste.
Son fils était le révolutionnaire et chercheur maya Carl Hermann Berendt (de).

## Travaux
Berendt s'intéressait déjà à l'ambre lorsqu'il était étudiant. En 1809, il entreprit un voyage dans le Samland avec l'un de ses professeurs au soi-disant "cimetière d'ambre". En 1820, Berendt devint membre de la Société des sciences naturelles de Dantzig (de), dont il fut directeur de 1837 à 1845. À la fin de sa vie, Berendt a créé une collection d'ambre très importante qui comprenait plus de 4 000 pièces, environ 3 200 avec des inclusions animales et environ 350 avec des inclusions végétales. Son intérêt particulier était les inclusions botaniques. Alexander von Humboldt et Frédéric-Guillaume IV ont visité sa collection. Quelques années après la mort de Georg Carl Berendt, le roi de Prusse a acheté la collection, qui est maintenant en possession du Musée d'histoire naturelle de l'Université Frédéric-Guillaume de Berlin. Quelques années plus tôt (1847), le British Museum a acquis 200 pièces de sa collection, qui existent également toujours.
Ses résultats de recherche sur l'origine de l'ambre et de ses inclusions (notamment végétales) comptent parmi les jalons de l'histoire de la recherche sur l'ambre, dont Berendt est considéré comme l'un des pionniers. Au cours de ses recherches sur les inclusions d'ambre, il a été l'un des premiers à reconnaître que le climat au moment de la formation de la résine fossile devait être nettement plus chaud qu'il ne l'est aujourd'hui, que les espèces apparentées des organismes inclus ne se trouvent plus que dans zones subtropicales et tropicales, et que l'ambre de la Baltique a été déplacé plusieurs fois doit avoir été fabriqué, l'ambre ne peut être fabriqué qu'à partir de la résine en l'absence d'air et bien plus encore.

## Publications
- De atmosphaera nervorum sensitiva commentatio. Göttingen 1816 (Archive)
- Die Insekten im Bernstein. Ein Beitrag zur Thiergeschichte der Vorwelt. Danzig 1830 (Archive)
- Memoire pour servir a l'histoire des Blattes antediluviennes. In: Annales de la sociéte entomologique de France. Band V, 1836, S. 539–546  (BHL), Taf. 16 (BHL)
- Ueber das Vorkommen größerer Bernsteinmassen im Binnenlande. In: Neue Notizen aus dem Gebiete der Natur- und Heilkunde. November 1842, No. 518 (No. 12 des 24. Bandes), Sp. 177–181 (Google Books)
- Die im Bernstein befindlichen organischen Reste der Vorwelt. (Band I und II mit je 2 Abteilungen, Nicolai, Berlin 1845–1856)
  - mit Heinrich Göppert: Die im Bernstein befindlichen organischen Reste der Vorwelt. Erster Band. I. Abtheilung. Der Bernstein und die in ihm befindlichen Pflanzenreste der Vorwelt. Nicolai, Berlin 1845 (Archive)
  - mit Carl Ludwig Koch: Die im Bernstein befindlichen organischen Reste der Vorwelt. Erster Band. II. Abtheilung. Die im Bernstein befindlichen Crustaceen, Myriapoden, Arachniden und Apteren der Vorwelt. Nicolai, Berlin 1854 (Archive)
  - mit Ernst Friedrich Germar: Die im Bernstein befindlichen organischen Reste der Vorwelt. Zweiter Band. I. Abtheilung. Die im Bernstein befindlichen Hemipteren und Orthopteren der Vorwelt. Nicolai, Berlin 1856 (Archive)
  - Als Herausgeber: F. J. Pictet-Baraban & H. Hagen: Die im Bernstein befindlichen organischen Reste der Vorwelt. Zweiter Band. II. Abtheilung. Die im Bernstein befindlichen Neuropteren der Vorwelt. Nicolai, Berlin 1856 (Archive)